# Чара (приток Олёкмы)
Ча́ра (якут. Чаара) — река в России, протекающая по территории Забайкальского края, Иркутской области и Якутии, левый приток Олёкмы.
Название в переводе с эвенкийского означает «мель, отмель».

## Гидрография

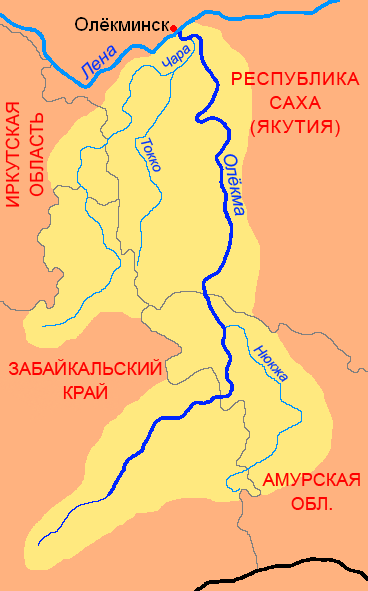
Бассейн Олёкмы

Длина реки — 851 км, площадь водосборного бассейна — 87,6 тыс. км². Является крупнейшим по длине и площади бассейна притоком Олёкмы. В бассейне насчитывается свыше 7 тысяч озёр суммарной площадью около 248 км².
Берёт начало на южном склоне хребта Удокан, протекает по Чарской котловине, пересекая Кодар с образованием порогов. Берега реки гористые, заросшие лесом; русло сложено валунами и галькой.

## Расход воды
По данным наблюдений с 1934 по 1994 год среднегодовой расход воды в районе села Токко (121 км от устья) составляет 638,83 м³/с, наименьший приходится на март (41,81 м³/с), наибольший — на июнь (2352,48 м³/с). Минимальное значение зафиксировано в марте 1941 года (26 м³/с), максимальное — в июне 1981 года (3930 м³/с). Среднемноголетний расход взвешенных наносов равен 30 кг/с.

## Хозяйственное значение
Река судоходна от впадения реки Жуи до устья. Этот участок протяжённостью 416 км входит в перечень внутренних водных путей РФ.
В бассейне разрабатываются месторождения железной руды, каменного угля, золота, меди. На левобережье имеется единственное в мире месторождение полудрагоценного камня чароита.
Чара используется для спортивного сплава. Категория сложности — IV.

## Притоки
Речная сеть Чары включает 103 притока, длина которых больше 10 км.
Объекты перечислены по порядку от устья к истоку.
- 59 км: Багадьылаах
- 65 км: Чайдаах
- 73 км: Токко
- 76 км: Степан
- 83 км: Улахан-Онкучах
- 88 км: Кумахылаах
- 94 км: Кыра-Онкучах
- 98 км: Кыра-Кээнди
- 98 км: Силбиктэллээх
- 112 км: Ыал-Онкучага
- 118 км: Дойду-Юрэх
- 133 км: Быйыттаах
- 134 км: Тунгус-Юрэгэ
- 138 км: Кэнэли
- 138 км: Хайыргас-Юрэгэ
- 139 км: Ньююнэкээн
- 156 км: Тарынгнаах
- 160 км: Илигир
- 165 км: Молбо
- 172 км: Амбардаах
- 176 км: Кюндээдэ-Юрэх
- 219 км: Тарынгнаах
- 225 км: Чара-Сибиктэлээге
- 232 км: Улахан-Бугар
- 240 км: Еремей-Юрэгэ
- 242 км: Булкуур
- 249 км: Нуучча-Юрэгэ
- 255 км: Багадьы
- 258 км: Танялыыр-Хатырыктаах
- 258 км: Улахан-Хатырык
- 260 км: Мэлиисэ
- 267 км: Дабайаан
- 277 км: Хопчоорук
- 283 км: Эникээн
- 287 км: Куччугуй-Сугдьу
- 288 км: Улахан-Сугдьу
- 303 км: Кеме
- 314 км: Кураанах
- 314 км: Хомпо-Юрюйэтэ
- 334 км: Тоннода
- 338 км: Курдарар
- 343 км: Билир
- 350 км: Эбиикэ
- 362 км: Тумпорчан
- 372 км: Саркак
- 382 км: Кураанак-Чалынка
- 383 км: Чалынка
- 388 км: Курунг-Урях
- 401 км: Макыт
- 407 км: Жуя
- 412 км: Дюикан
- 431 км: Кудулак
- 433 км: Иван-Урьюкта
- 433 км: Кюгенюр
- 436 км: Оттах
- 438 км: Барлама
- 440 км: Беркит
- 456 км: Джелинда
- 466 км: Торго
- 470 км: река без названия
- 476 км: Бульджиней
- 493 км: река без названия
- 503 км: Мокрый-Кумах-Улах
- 503 км: Сухой-Кумах-Улах
- 506 км: Угун-Урья
- 514 км: Каира
- 518 км: Ималык
- 522 км: Сень
- 525 км: Курунг-Урях
- 546 км: Хара-Урях
- 554 км: Сытыкан
- 557 км: Мал. Тора
- 562 км: Бол. Тора
- 574 км: Дербергеляк
- 585 км: река без названия
- 597 км: река без названия
- 602 км: Куринг-Тувэ
- 614 км: Охогош
- 626 км: Конда
- 629 км: Тарын-Урях
- 634 км: Пуричикан
- 647 км: Сулумат
- 649 км: река без названия
- 661 км: Курунг-Урях
- 662 км: река без названия
- 688 км: Большая Икабья
- 704 км: Нижний Сакукан
- 711 км: Апсат
- 711 км: Наминнгакан
- 723 км: Кемен
- 748 км: Ункур
- 754 км: Анарга
- 762 км: Сред. Сакукан
- 772 км: Нирунгнакан
- 786 км: Верхний Сакукан
- 799 км: Сангиях
- 811 км: река без названия
- 812 км: Ингамакит
- 824 км: Салликит
- 833 км: Лурбун
- 847 км: река без названия

## Данные водного реестра
По данным государственного водного реестра России и геоинформационной системы водохозяйственного районирования территории РФ, подготовленной Федеральным агентством водных ресурсов:
- Бассейновый округ — Ленский
- Речной бассейн реки — Лена
- Речной подбассейн реки — Олёкма
- Водохозяйственный участок реки — Чара